# Lorenz Karlitzek
Lorenz Friedbert Karlitzek (ur. 17 lutego 1999 w Hammelburgu) – niemiecki siatkarz, grający na pozycji przyjmującego. 
Jego o 3 lata starszy brat Moritz, również jest siatkarzem.

## Sukcesy klubowe
Liga niemiecka:
- 2025[7]

## Udział siatkarza w międzynarodowych turniejach w reprezentacji Niemiec
Mistrzostwa Europy Juniorów:
- 5. miejsce 2018[8]

Letnia Uniwersjada:
- 6. miejsce 2021[9]